# Corona di Pinz
Corona di Pinz är en kulle i Schweiz.   Den ligger i distriktet Locarno och kantonen Ticino, i den sydöstra delen av landet, 130 km sydost om huvudstaden Bern. Toppen på Corona di Pinz är 1 294 meter över havet, eller 21 meter över den omgivande terrängen. Bredden vid basen är 0,11 km.
Terrängen runt Corona di Pinz är huvudsakligen bergig, men österut är den kuperad. Närmaste större samhälle är Losone, 3,6 km öster om Corona di Pinz. 
I omgivningarna runt Corona di Pinz växer i huvudsak blandskog. Runt Corona di Pinz är det mycket tätbefolkat, med 1 018 invånare per kvadratkilometer.